# Gears of War 3
Gears of War 3 je střílečka z pohledu třetí osoby vyvinutá firmou Epic Games a vydaná společností Microsoft Studios na konzole Xbox 360. Jedná se o třetí díl herní série Gears of War a poslední hru v původní trilogii. Původně měla vyjít 8. dubna 2011, hra však byla odložena a nakonec vyšla až 20. září 2011. Příběh napsala spisovatelka sci-fi Karen Traviss.
Pokračování s názvem Gears of War 4, vyvinuté společností The Coalition, bylo vydáno v roce 2016.

## Děj
Děj se odehrává několik let po konci Gears of War 2. Na začátku hry Marcus Fenix zjistí, že jeho otec Adam Fenix je stále naživu. Ten prohlašuje, že má lék na Lambenty, což jsou jedinci infikovaní myceliem zvaným „Imulsion“, jež bylo používáno jako palivo pro vozidla na planetě Sera. Hra se pak točí kolem toho, jak se Marcus a jeho společníci snaží najít Adama Fenixe, aby mu pomohli rozšířit tento lék a zachránit sebe i zbytek světa před tím, než Imulsion dosáhne kritického bodu svého životního cyklu a vyhladí veškerý život.

## Přijetí

### Kritika
Stejně jako jeho předchůdci se Gears of War 3 dočkalo širokého kritického uznání. Kritici chválili herní příběh, dabing, vizuální prvky a hudbu, kritizovali ale nedostatek inovací.

### Prodeje
Hra obdržela více než jeden milion předobjednávek. Během prvního týdne se titulu prodalo více než 3 miliony kopií, více než u předchozích dvou dílů Gears of War. Byla to druhá nejprodávanější hra měsíce září hned za Madden NFL 12.

### Ocenění
- IGN: Nejlepší akční střílečka (2011)[10]
- G4: Nejlepší akční střílečka pro Xbox 360 (2011)[11]
- Game Informer: Nejlepší kooperativní režim (2011)[12]
- GameSpot: Nejlepší střílečka (2011)[13]